# Dyserth Castle
Dyserth Castle (walisisk: Castell Diserth) er en tidligere borg på en højderyg nord for landsbyen Dyserth i Denbighshire, Wales. Det var den sidste britiske borg der blev opført i Clwydian-bjergkæden i middelalderen.
Borgen har også været kendt som Castell Diserth, Castle de Rupe, Castle of the Rock, Caerfaelan, Carregfaelan, Castell-y-Garrec, Dincolyn, Castell y Ffailon og Castell Cerri. udgravninger viser, at der på stedet er spor efter fire perioder med forsvarsværker på stedet fra hhv. stenalderen, bronzealderen, romersk Britannien og middelalderen. I lokal historier omtales en "Castell Dincolyn" på bakken fra før-normannernes kom til Wales.
Efter den walisiske prins Llywelyn den Store døde i 1240 begyndte englænderne at udvide deres autoritet i Wales. For at konsolidere deres territorier gik englænderne i gang med at opføre eller genopføre borge, inklusive de to ældre borge Rhuddlan Castle og Deganwy Castle.
Dyserth Castle blev angrebet første gang af waliserne omkring år 1245. Den blev herefter angrebet flere gange i det to årtier efter, og den blev erobret i forskellige perioder af både englænderne og waliserne. I 1263 blev den fuldstændigt ødelagt af den walisiske prins Llywelyn ap Gruffudd efter flere ugers belejring.
Under første verdenskrig blev højderyggen brugt som stenbrud og en stor del af de tilbageværende borgruiner blev fjernet.
Ruinen er et scheduled monument.